# 동아시아 지역 고속도로의 모터사이클 통행 제한
동아시아 지역 고속도로의 모터사이클 통행 제한은 몇 개의 동아시아 국가와 지역(중국 본토, 홍콩, 일본, 필리핀, 대한민국 및 타이완(중화민국))의 고속도로가 안전 우려 때문에 세계에서 빈번하게 통행 제한, 승차 제한과 속도 제한 등 다른 지역에서는 널리 실시되지 않는 모터사이클의 제한이다.

## 진입과 승차 제한
동아시아 국가와 그 주변의 국가는 다른 지역에서는 널리 적용되지 않는 고속도로의 모터사이클 통행 제한을 부과한다. 국가에서 이러한 제한을 시행하는 이유는 모터사이클 사용자를 위한 것이라고 보고 있다. 대한민국, 타이완, 필리핀의 경우에는 과도한 제한(긴급자동차를 제외한 이륜자동차는 배기량에 관계없이 고속도로 통행금지) 때문에 모터사이클 동호인과 단체 사이에서 문제를 제기한 사례도 있다.

### 중국 본토
중국 본토에 2명이 탄 상태의 모터사이클은 고속도로에 통행할 수 없으며, 모터사이클은 70 km/h 이상으로 유지할 수 있어야한다. 그러나 중국의 많은 지역에서 모터사이클은 고속도로를 통행할 수 없다.
마카오는 고속도로가 없으며, 홍콩과 타이완은 다른 법률 및 규칙이 시행되고 있어 중국과 비교된다.

### 홍콩
홍콩은 125cc 미만의 모터사이클이 고속도로에 다닐 수 없으며, 중국 본토와는 다르게 2명이 탄 상태에서도 통행이 가능하다.

### 일본

일본의 2인 승차 이륜차 통행금지 표지판 도안.

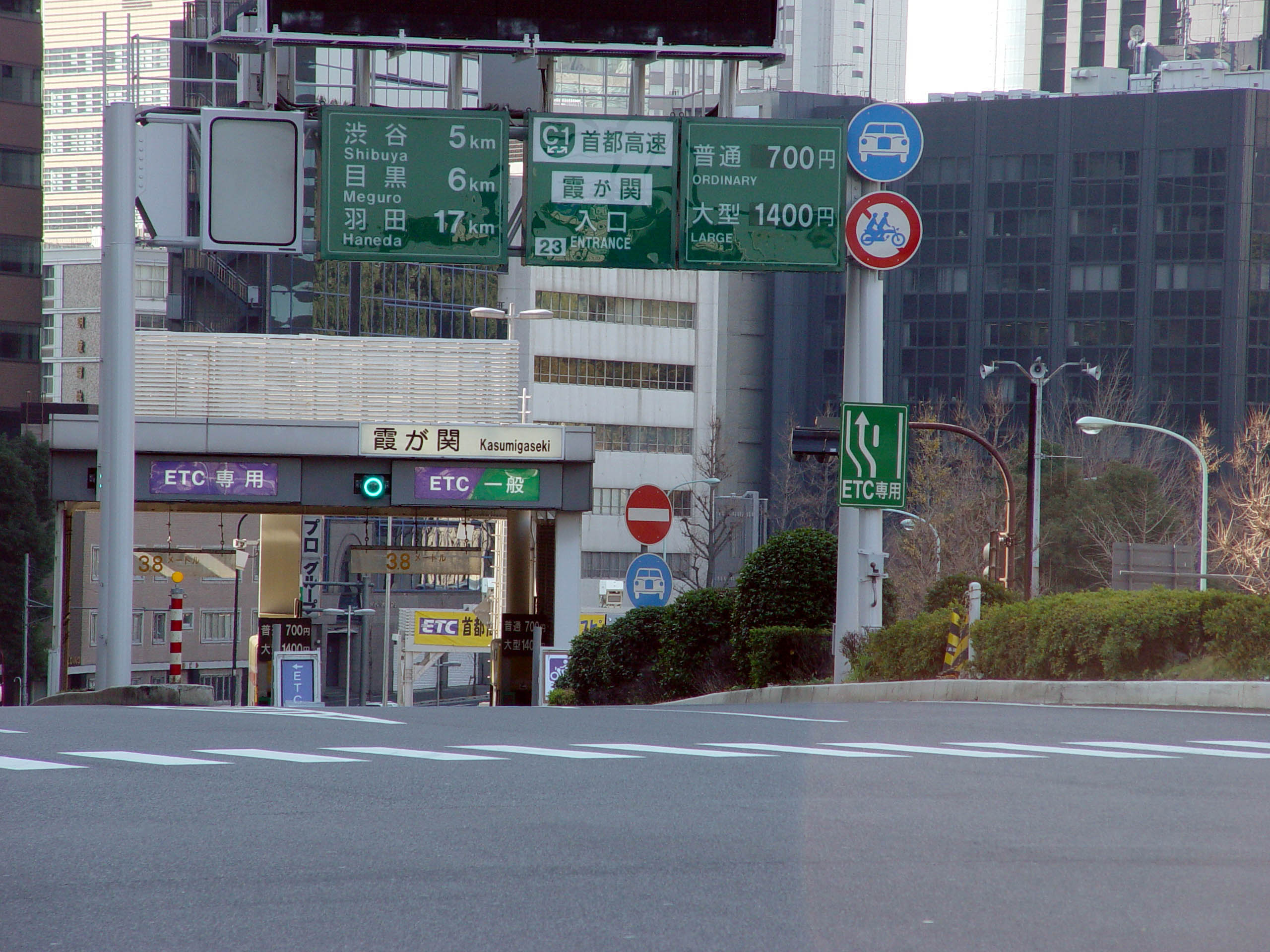
2인 승차 이륜차 통행금지 표지판이 설치되어 있는 일본 고속도로 출입구(수도고속도로 도심 환상선 가스미가세키 나들목).

일본 고속도로의 모터사이클 통행 기준은 배기량이 125cc를 초과해야 한다. 2인 승차에 관해서는 1965년 9월, 당시 도로교통법 개정을 했을 당시 고속도로에서 이륜차 통행을 하는데 있어서 이륜차 운전자는 헬멧 착용을 의무화하도록 함과 동시에 고속도로에서 2인 승차 상태의 이륜차(측차(사이드카)가 부착된 이륜차는 제외) 통행을 금지했으며, 2005년 4월에 개정 도로교통법이 시행되면서 고속도로 이륜차 2인 승차가 가능하게 되었다. 이러한 고속도로 이륜차 2인 승차 금지 제도는 1999년 11월 29일, 미국 정부 측에서 철폐를 요구했다.
2003년 7월 21일, TBS의 보도에 의하면 내각부에서 행한 여론 조사에서는, 이것에 반대하는 사람이 7할을 넘었으나, 2001년, 일본자동차공업협회(JAMA) 이륜차 특별위원회에서 2인 승차 상태의 이륜차 고속도로 통행이 가능한 독일과 이탈리아를 방문하여 독일 및 이탈리아의 경찰, IVM(독일 이륜차산업협회), BAST(독일연방 도로연구소), AISCAT(이탈리아 고속도로 터널 위탁 회사협회) 등을 방문해서 정보 수집 및 양국에서 2인 승차 상태의 이륜차를 스스로 체험 주행하는 등의 조사를 행한 결과, 이탈리아 고속도로의 이륜차 사고는 1인 승차가 79%, 2인 승차는 21%의 비율로 발생하고 있어, 2인 승차를 한 상태의 이륜차가 1인 승차를 한 상태보다도 사고 발생율이 낮다는 연구결과를 예로 들어 이륜차의 고속도로의 주행은 1인 승차의 경우 뿐만 아니라 2인 승차의 경우더라도 일반도로보다 안전한 것이며, 일본에 있어서도, 2인 승차 상태 이륜차의 고속도로 이용은 안전확보에 연결되면 기대할 수 있기 위해서 하루도 빠른 규제 해제의 실현을 제언했으며, 고속도로의 이륜차 안전 이용의 추진에 대해서는 유저의 안전계발 활동과 이륜차 업계는 총력을 다해 대응하는 것이라는 제언을 했다.
2005년 4월 1일, 개정 도로교통법 시행에 의해 2명이 탄 상태의 모터사이클도 고속도로의 통행이 가능해졌다. 기준은 운전 면허를 취득한지 3년이 경과해야 하며, 면허를 취득한 사람은 20세 이상인 경우여야 한다. 수도고속도로의 일부구간은 현재도 2명이 탄 상태의 모터사이클의 통행이 불가능한 구간이 있다.(수도고속도로 일부구간의 경우 측차가 부착된 경우에 한해서 2인 승차 상태의 이륜차 통행이 가능하다.)

### 필리핀
필리핀 모터사이클 커뮤니티의 한 원로 회원에 의하면 모터사이클이 통행금지 차량에 포함된 것은 남부루손고속도로(South Luzon Expressway)에서 경찰이 사고를 내고 나서부터 인듯하다는 입장이다. 당시 필리핀 경찰은 라구나주 로스바노스 (Los Baños)에 위치한 국제 미작 연구소(IRRI)를 방문하는 미국 고위층 리처드 M. 닉슨의 호위를 명령받았다. 필리핀 정부는 닉슨에게 국가적인 환영을 보여주기 위해 호위경찰에게 헬멧 대신 필리핀 전통 모자를 쓰도록 하였다. 연구소로 가는 도중 남부루손고속도로에서 모터사이클을 탄 경찰관이 사고로 사망한 이후, 공공건설교통부(DPWC, Department of Public Works and Communication)는 행정명령 1호를 제정해 이륜차의 고속도로 통행을 금지하였다.(1968년 2월 19일)
1987년 1월 30일, 공공건설교통부가 공공건설도로부(DPWH, Department of Public Works and Highways)로 바뀌었다. 1993년에는 부 규칙 74호가 시행되었으며, 1997년 당시 공공건설도로부 장관이었던 비질라(Gregorio R. Vigilar)가 승인하고 통행규제위원회가 선포한 접근제한시설에 대한 수정법률과 규칙을 시행하였다. 필리핀이 1977년에 공포한 대통령령에 의해 유료도로 운영주체로 유일하게 지정된 국립건설회사가 금지령을 집행하고 있었다. 당시 통행규제위원회와 국립건설회사 회장이었던 비질라와 간부의 말은 아래와 같다.
"오토바이가 교통의 빈 공간을 들락날락하는 경향은 위험천만하며 속도감에 들뜨고 흥분하여 때 지어 다니는 행위는 사고 공식임에 분명하다."

"통행금지를 해제하거나 오토바이 일부를 허용할 경우 혼란만 가져오며 금지를 통해 막아온 사고를 야기할 뿐이다."
— 1999년 12월 2일 비질라 공공건설도로부 장관

"자동차를 이용하는 공공의 이익을 보호하도록 위임받은 책무에 충실하여 법규 개정에 지속적으로 반대한다."

"국립건설회사 입장은 공공 안전을 지탱하기 위해 오토바이 고속도로 통행을 허락하지 않는 것이다."— 1999년 10월 26일 자비어(Leonilo G. Javier) 국립건설회사 부사장

"매우 유감스럽지만, 공공건설도로부는 특히 오토바이와 관련된 사고를 예방하는 목적과 공공의 평화와 건강, 안전을 보존하기 위해 국회에서 이 법을 제정하였으므로 호의적일 수 없다."— 1999년 10월 13일, 내부 법률심사에서 부난(Manuel G. Bunan) 공공건설도로부 차관보

1998년에는 부 규칙 215호가 시행되었다. 부 규칙 74호와 215호는 공공건설교통부 행정명령 1호를 통해 북부루손고속도로(North Luzon Expressway), 남부루손고속도로, 연안도로를 접근제한시설로 지정하고 있다. 행정명령 1호 아래서 모터사이클은 접근제한시설 이용을 금지하였다.
2001년 1월, 필리핀의 몇몇 모터사이클 클럽이 마카티(Makati City) 법원에 유료도로의 운행을 금지하는 통행규제위원회 규칙에 대해 시민 소송을 제기하였다. 청원자는 통행금지가 현행 법률을 위반할 뿐 아니라 모든 오토바이 운전자가 교통사고 주 원인으로부터 자유로운 유료도로를 이용하지 못하도록 강제하여 공공 안전을 위협한다고 주장하였다. 육상운송국 통계에 따르면 오토바이와 관련된 사고 가능성은 전체 자동차 사고의 1%도 안되므로 통행금지를 해제하면 사고가 더욱 더 줄어들 것으로 예상되었다. 필리핀 전역의 오토바이 사용자는 전체 자동차 인구의 약 1/3로 수백만명에게는 극히 중요한 운송수단이다. 이 사건의 주요 논점은 접근제한공도법으로 알려진 필리핀 공화국법령 2000호가 오로지 트럭, 버스, 기타 상업용 차량의 유료도로 통행을 제외하고 있다는 사실이다. 그러나 청원자들은 통행규제위원회가 오직 오토바이만 추방하여 법을 위반하는 것을 관찰하였다.
2001년 7월에는 마카티 법원에서 모터사이클 운전자는 면허를 취득한 자동차 이용자로서 유료도로를 합법적으로 이용할 권리가 있다고 판결하여 모터사이클의 유료도로 통행이 가능해졌다. 이에 대항하여 공공건설도로부는 400cc 미만 모터사이클의 통행을 금지하는 공공건설도로부 규칙 123호를 제정하여, 400cc미만 모터사이클의 유료도로 통행이 가능하게 되었다. 모터사이클 오너들은 예심명령 영장을 위반한 것이라고 강력히 항의하였으며, 부 규칙 123호를 패퇴시킬 준비를 하였다.
국립건설회사는 통행규제위원회 대리인이라며 부 규칙 123호를 강요하고 예심명령 영장을 계속 무시하였다. 400cc 미만 모터사이클 라이더는 교통신호와 장애물을 무시하고 부 규칙 123호보다 영장의 우위를 인정하는 육상운송국에서 발부하는 위반영수증을 받기 위해 유료도로로 진입하여 국립건설회사 집행자에게 정기적으로 체포되었다.
일부는 국립건설회사의 오만불손에 화가 나서 교통 집행자와 임원을 모욕죄로 고소하였다.
MMDA(Metropolitan Manila Development Authority)가 연안유료도로에서 발부받은 위반 영수증을 취소시키고 영장을 지지하였다. 2003년 4월, 한 모터사이클 단체 회원이 175cc 바이크를 타고 연안도로를 타다가 경찰에게 제지되었다. 그 라이더는 경찰에게 “체포반대 키트”를 보여주며 법정모독 행위라고 설명하였으나 충고를 무시하고 신호위반 영수증을 끊었다. 라이더는 소송을 제기하였고 당시 MMDA는 항소를 거듭했으며 위반 영수증은 취소되어야 한다는 판결을 받았다. 같은해 6월, 최종심은 예심명령의 영장은 유효하며 모터사이클은 합법적으로 연안유료도로를 이용해야 한다고 판결하였다.
2003년 6월, 크리스티나 코네조(Christina Cornejo) 마카티 지방법원 판사는 공공건설도로부 규칙 123호가 불법이라는 부분재심 신청을 기각하고 유료도로에서 모터사이클 통행의 전면적 금지를 지지하였다. 전임 판사가 금지는 불법이며 무효라고 언도한 판결을 완전히 뒤엎었다. 청원자들은 사건을 대법원으로 가져갔다. 정부 고위공무원은 모터사이클의 고속도로 통행에 아무 문제가 없지만 일부 라이더가 400cc미만을 금지하는 효력이 사라진 부 규칙 123호를 지지하는 정치적 문제가 생겼다고 말했다. 그러나 모터사이클 클럽에서는 정치적 문제는 없으며 부 규칙 123호를 지지하는 모터사이클 사용자는 자신들만 고속도로를 타기 위해 400cc 미만 사용자의 안전을 희생시키며 즐거워하기 때문이라는 단 한가지 이유만 있을 것으로 보고 있었다.
2006년 6월 19일, 이륜차의 유료도로 통행금지를 규정하는 공공건설도로부 규칙 74호(1993년 시행), 215호(1998년 시행), 123호(2001년 시행), 그리고 통행규제위원회의 접근제한시설에 대한 수정법률과 규칙(1997년 시행)을 무효화한 필리핀 대법원의 판결에 의해 필리핀의 고속도로와 유료도로 등에서 이륜차의 통행이 가능해졌다.

### 대한민국
대한민국은 도로교통법에 고속도로 등(고속국도 노선과 고속국도 노선에 포함되지 않는 자동차전용도로를 통칭)에 이륜자동차의 경우 긴급자동차에 한해 통행이 가능하도록 명시되어 있어 긴급자동차로 지정된 모터사이클(예 : 싸이카 및 소방용 모터사이클 등)인 경우에만 고속도로 등의 통행이 가능하며 그 외의 모터사이클은 배기량에 관계없이 고속도로의 통행이 금지되어 있다. 이러한 법에 의해 통행을 하다 적발되는 경우도 있으며, 적발되면 30만원 이하의 벌금이나 구류에 처하게 된다.
이러한 법에 대해 사용자가 헌법소원을 제기한 사례도 있지만 헌법재판소에서는 기각판결과 합헌판결을 내렸다.

### 타이완 (중화민국)

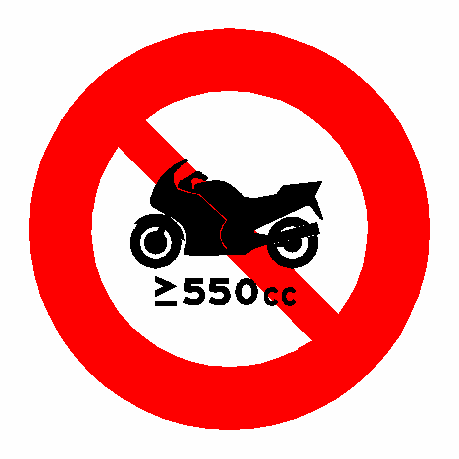
타이완의 550cc 이상 이륜차 통행금지 표지 도안.(이 경우 모든 배기량의 이륜차 통행금지)

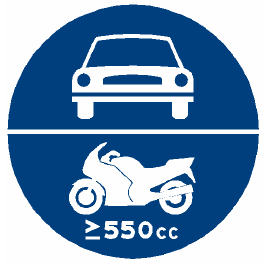
타이완의 550cc 이상 이륜차 통행가능 자동차 전용도로 표지 도안.

중화민국의 자동차 전용도로에서 이륜차의 통행이 언제부터 금지가 되었는지 알 수 없다. 2003년 타이완에서 최초로 이륜차 사용자의 권리를 위한 저항운동을 하기 시작했으며, 2006년에는 타이완 68개 이상의 모터사이클 판매대리점 대표인 첸펑윤(중국어 정체자: 陳豐運, 병음: Chén Fēngyùn)의 선도로 타이완 전역에서 1500명 이상의 모터사이클 오너들이 고속도로 개방을 위한 투명한 일정표를 세울 것을 요구하기 위해 타이베이 거리를 점거하였다. 시위에 참가한 모터사이클 오너들은 시청과 입법원으로 주행하였으며, 이들은 시청과 입법원 건물 앞에서 "도로 권리를 돌려 달라", "이륜차 운전자는 범죄자가 아니다."라는 구호를 외쳤다.
중화민국에서 자동차 전용도로의 교통관리를 담당하는 기관은 교통부와 내정부로, 도로교통관리처벌조례(zh:道路交通管理處罰條例) 제33조에 의하여 모터사이클의 고속공로 통행은 특정한 경찰 목적이나 비상 업무 등에 사용하지 않는 경우에는 통행이 금지되어 있으며, 이는 안전을 위한 요소라는 것이 타이완의 교통 관련 행정 부처의 공식적인 입장이며, 금지 이유는 아래와 같다.
1. 타이완의 고속공로는 모터사이클 전용 차로가 없다. 모터사이클이 일반 자동차 및 대형 차량과 차로를 공유하는 것은 매우 위험할 수 있다.
2. 모터사이클은 자동차보다 보호를 적게 받는다. 때문에 발생할 수 있는 사고는 더 나빠질 수 있으며, 특히 복잡한 교통 흐름과 잦은 교류 때문에 모터사이클 운전자에 대한 위험을 증가시킨다.
3. 타이완의 모터사이클 운전자는 인내성이 낮을 수도 있다. 이러한 것으로 반드시 다른 차량사이를 비집고 다니며, 교통흐름에 방해가 된다.
4. 고속공로의 교통량이 용량 이상이며 고속공로의 교통량을 해소하기 위한 좋은 관리가 필요하다. 모터사이클의 고속도로 통행은 교통문제를 악화시킬 것이다.

이에 대한 반론은 아래와 같다.
1. 같은 속도로 달리는 차량은 충돌하지 않을 것이다.
2. 대부분의 교통사고와 충돌은 교차로에서 발생하며, 주변 지대와 높이가 같은 도로는 일반적인 느린 속도에도 불구하고 모터사이클에 있어서 더 위험한 경향이 있다.
3. 적절한 안전 교육은 대부분의 안전 문제를 감소하게 한다.
4. 나홀로 승용차 운전자는 모터사이클을 타는 것으로 전환하여 교통체증을 감소하게 해야 한다.

2006년 7월 1일에 개정된 고속공로급쾌속공로교통관제규칙(zh:高速公路及快速公路交通管制規則) 제19조에서는 틀림없이 쾌속도로에 550cc 이상의 이륜차의 통행이 가능하도록 되어 있으며, 2012년 6월 29일에 개정된 고속공로급쾌속공로교통관제규칙 제20조에는 대부분의 쾌속공로에서 250cc 이상의 이륜차(타이완 기준으로 250cc~549cc는 노란색 번호판, 550cc 이상은 적색 번호판 부착)의 통행이 가능하도록 개정되었다. 이외에도 고속공로에서 550cc이상의 이륜차가 통행이 가능하도록 되어 있지만 자동차 운전자, 경찰과 지방정부의 부정적인 반응으로 인해 고속공로에 이륜차의 통행을 가능하도록 하는 개정내용은 예정대로 구현되지 않았다.
2007년 1월 12일 입법원은 도로교통관리처벌조례 제92조를 개정하였으며, 당시 교통부의 철도도로국장 인청펑(중국어 정체자: 尹承蓬, 병음: Yǐn Chéngpéng)은 운행 안전, 이륜차운전자 교습과 새로운 교통표지 도입에 초점을 맞추어 관련법규를 개정할 것이라고 발표하였다. 개정안을 제출한 민주진보당 국회의원 왕싱난(중국어 정체자: 王辛男, 병음: Wáng Xìngnán)은 벨기에, 프랑스, 독일에서는 모터사이클이 고속도로를 통행하고 있다고 말하였으며, 타이완이 법규 개정으로 세계적 추세에 동조하게 되었다고 덧붙였다. 타이완 경찰청은 고속공로의 대량 교통이 모터사이클 운전자에게 위험하다는 이유로 이륜차의 고속도로 통행에 반대하는 입장이었다.
2007년 9월 13일에 행정원이 2007년 1월 12일에 개정된 도로교통관리처벌조례 개정안을 검증 후 이를 승인함에 따라, 2007년 11월 1일부터 550cc 이상의 이륜차는 쾌속공로의 통행이 가능하게 되었다. 고속공로는 긴급용을 제외한 모든 이륜차의 통행이 금지되는 동안 입법원은 교통부에 2010년까지 고속공로에 대한 이륜차 통행 가능성을 연구하도록 요청했다.
2011년 11월 8일의 개정안에는 이론상으로 550cc 이상 이륜차의 고속공로 통행이 가능하도록 되어 있다.

## 속도 제한
안전 문제라는 이유로 특정한 국가의 고속도로의 제한속도 중 모터사이클의 제한속도는 아래와 같은 제한속도를 부과한다.
- 불가리아 : 100 km/h (승용차 최고제한속도는 130 km/h)
- 중국 본토 : 80 km/h (승용차 최고제한속도는 120 km/h)
- 일본 : 모터사이클의 고속도로 최고제한속도는 80 km/h(승용차 최고제한속도는 100 km/h)로 제한되었지만 2000년에 승용차의 제한속도와 같은 100 km/h로 바뀌었다.

## 같이 보기
- 고속도로의 모터사이클 통행 기준